# Julia González
Julia Carmen González Calderón (Isla Mascart, 7 de enero de 1956 - Puerto Williams, 16 de octubre de 2023) fue una exponente y educadora respecto de la artesanía y cultura yagán. Fue reconocida con el Sello de Excelencia de Artesanía Indígena (año 2017), otorgado por el Ministerio de las Culturas, las Artes y el Patrimonio.

## Biografía
Julia González fue hija de José González y Úrsula Calderón, hermana de Martín González Calderón y sobrina nieta de Rosa Yagán. Aprendió el oficio por transmisión familiar, es decir, de generación en generación, siendo las figuras maternas claves en el aprendizaje la técnica de recolección y tejido del junco. Así partió sus primeros trabajos a muy temprana edad.
La reconocida artesana fue integrante de la Comunidad Indígena Yagán Bahía Mejillones, ubicada en Villa Ukika, y desempeñó múltiples talleres para enseñar y compartir la técnica ancestral, declarada Patrimonio Cultural Inmaterial de Chile por la preservación de técnicas artesanales tradicionales, uso y expresión de la lengua yagankuta y los conocimientos asociados a la naturaleza y el universo. 
Algunas de sus piezas de cestería en junco son conservadas en el Museo Territorial Yagán Usi Martin González Calderón, la colección de Fundación Artesanías de Chile y de la Subdirección de Pueblos Originarios. 

## Trayectoria
La artesana participó de la Muestra Internacional de Artesanía UC, actividades con la Fundación Artesanías de Chile, exposiciones en el Museo Regional de Magallanes y las ferias ExpoMundoRural de Instituto de Desarrollo Agropecuario. 

“Parte de Magallanes y de la cultura yagán está conmigo en esta feria. La gente siempre me pregunta y yo me siento contenta de contar el trabajo que realizo utilizando las mismas técnicas de mis antepasados”